# Instrukcja obsługi

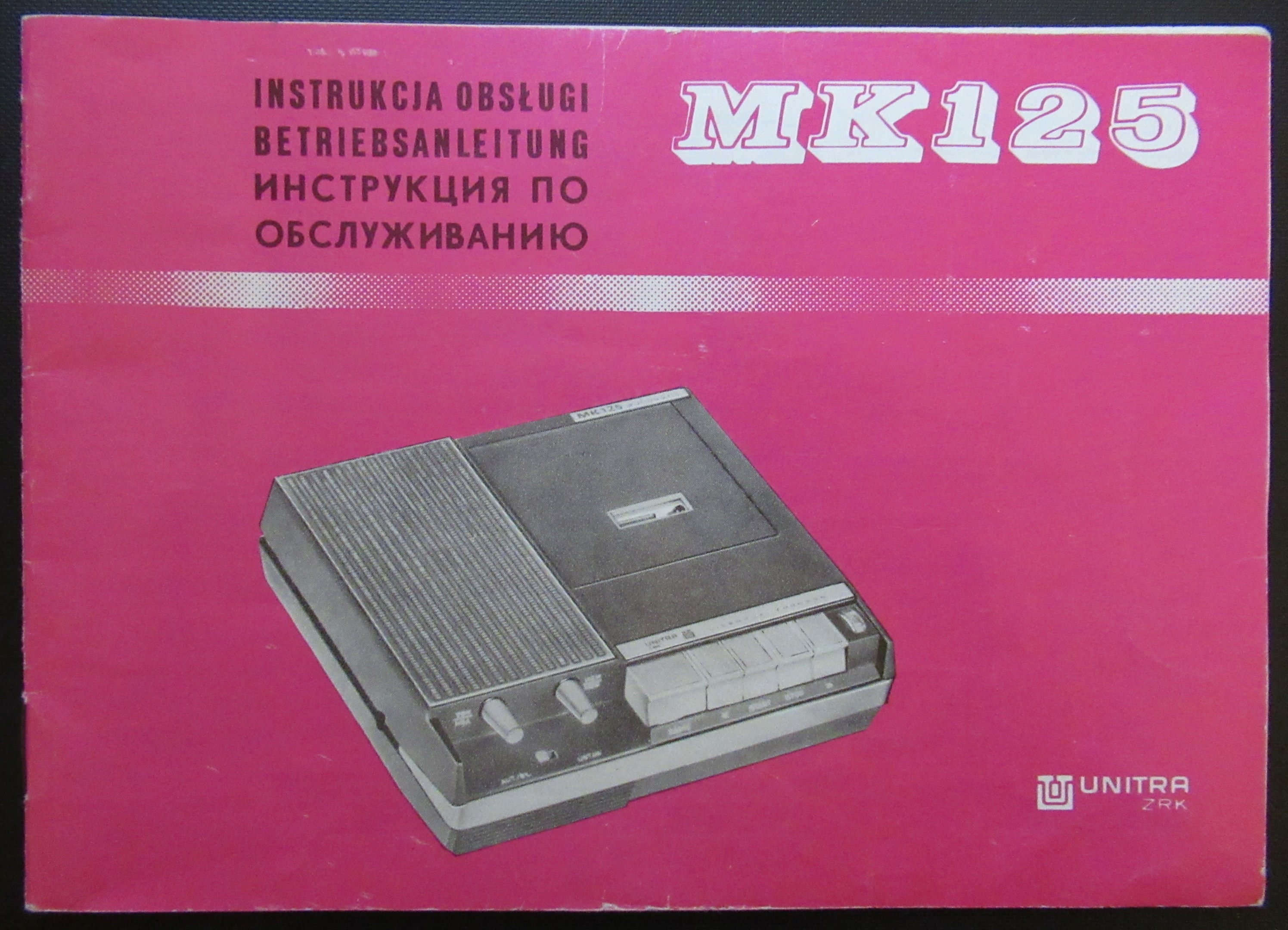
Instrukcja obsługi

Instrukcja obsługi – informacje przekazane przez producenta przy wprowadzeniu produktu technicznego do obrotu lub oddaniu go do użytku w celu poinformowania użytkownika o jego przewidzianym i prawidłowym użytkowaniu, a także informacje dotyczące wszelkich środków ostrożności, jakie należy wdrożyć przy użytkowaniu lub instalacji produktu, w tym informacje o zagadnieniach bezpieczeństwa oraz o tym, jak dbać o bezpieczeństwo użytkowania produktu i jak zapewnić ich odpowiednie działanie przez cały cykl życia produktu.